# Richard II
Vous lisez un « article de qualité » labellisé en 2009.
Pour la pièce de théâtre qu’il a inspirée, voir Richard II (Shakespeare).
Pour les articles homonymes, voir Richard.
Richard II, né le 6 janvier 1367 à Bordeaux et mort le 14 février 1400 au château de Pontefract (Angleterre), est le huitième et dernier roi d’Angleterre de la dynastie directe des Plantagenêt. Il règne de 1377 à 1399, année de sa destitution par son cousin Henri de Lancastre.
Il règne dans une période de grande instabilité à l'époque de la guerre de Cent Ans et du Grand Schisme d'Occident. Les grandes nations détournent à leur profit le financement des « croisades » par les deux papes, soutenant ainsi leurs intérêts aux Pays-Bas, en Italie ou en Espagne. Le discrédit jeté sur la papauté permet aux prédicateurs lollards de diffuser les idées égalitaires et réformistes de John Wyclif à travers l’Angleterre. La bourgeoisie ou la paysannerie aisée n’hésitent pas à remettre en cause le pouvoir royal et à contester l’impôt au parlement et même dans la rue. L’influence de puissants princes comme Jean de Gand ou le duc de Bourgogne Philippe le Hardi contrebalance le pouvoir des rois, ce qui conduit les royaumes de France et d’Angleterre vers la guerre civile.
Fils d’Édouard de Woodstock (le « Prince Noir »), Richard naît sous le règne de son grand-père Édouard III, initiateur de la guerre de Cent Ans. Il lui succède en 1377, âgé de seulement dix ans, sous la tutelle pendant cinq ans de différents conseils de régence. Le premier événement marquant du règne est la révolte des paysans de 1381, durant laquelle le jeune roi joue un rôle majeur pour mettre fin à la rébellion. 
Dans les années qui suivent, la dépendance du roi vis-à-vis de certains courtisans crée un mécontentement qui aboutit à la prise en main du gouvernement par une faction d'opposants, les Lords Appellant. Le roi reprend le contrôle en 1389 et il s’ensuit huit années de règne sans problèmes majeurs. Mais en 1397, il s'engage dans une politique de répression : beaucoup des Appellant sont alors exécutés ou exilés et les deux années suivantes sont souvent qualifiées de « tyranniques » par les historiens. 
En 1399, après la mort de son oncle Jean de Gand (3 février), il déshérite le fils de ce dernier, Henri de Bolingbroke, alors en exil contraint. Mais au mois de juin suivant, Henri rentre secrètement en Angleterre avec une petite armée dans le but de s'emparer de la couronne. Ne rencontrant que peu de résistance, il réussit à capturer Richard II et à se faire couronner roi. Le Parlement le reconnaît aussitôt sous le nom de Henri IV, premier roi de la Maison de Lancastre, branche cadette de la dynastie des Plantagenêt. Richard meurt en captivité l’année suivante, peut-être assassiné.
Richard était un homme de grande taille et intelligent. Bien qu’il ne fût probablement pas fou comme certains historiens l’ont parfois cru, il semble qu’il souffrait de troubles de la personnalité, particulièrement marqués à la fin de son règne. Moins enclin à la guerre que son père ou son grand-père, il cherche à mettre un terme à la guerre de Cent Ans qu’Édouard III avait entamée. Il cultive autour de lui une cour raffinée, qui privilégie les arts et la culture, contrastant fortement avec la cour fraternelle et militaire de son grand-père. Richard doit en grande partie sa réputation posthume à William Shakespeare qui, dans sa pièce Richard II, décrit les mauvais jugements du roi et sa déposition par Henri de Bolingbroke comme causes de la guerre des Deux-Roses, laquelle marque plus tard le XVe siècle. Les historiens contemporains contestent cette interprétation, sans toutefois ôter à Richard sa part de responsabilité dans sa propre destitution. La plupart des spécialistes s’accordent pour dire que même si ses manœuvres politiques n’étaient pas complètement irréalistes, la manière dont il les a menées n’était pas acceptable pour les autres responsables politiques, et que c’est ce qui l’a conduit à sa chute.

## Enfance

### Naissance

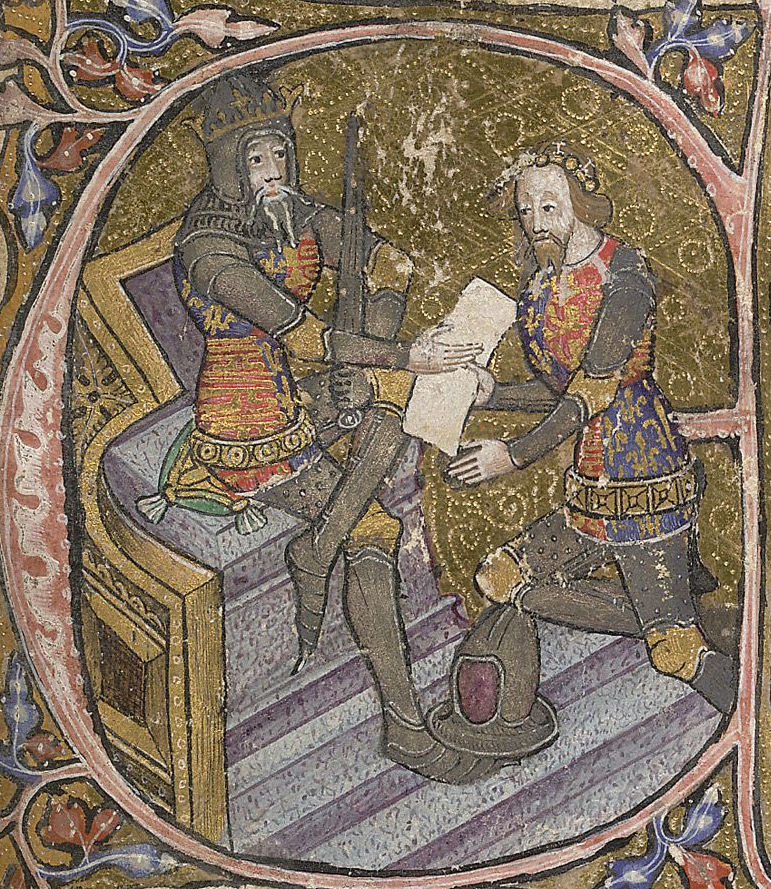
Le Prince Noir s’agenouillant devant son père.

Richard est le fils d’Édouard de Woodstock, le Prince Noir, et de Jeanne de Kent. Édouard, prince de Galles et héritier du trône, s’est distingué comme chef militaire au début de la guerre de Cent Ans, notamment en remportant la bataille de Poitiers en 1356. Toutefois, il contracte la dysenterie en Espagne au cours d’une autre campagne en 1370. Il ne se rétablit jamais véritablement, et doit rentrer en Angleterre l’année suivante.
Jeanne de Kent avait fait l’objet d’une dispute entre Thomas Holland et William Montagu qui souhaitaient tous deux la prendre en mariage, et de laquelle Holland était sorti vainqueur. Moins d’un an après la mort de ce dernier en 1360, Jeanne épouse le prince Édouard. Ce mariage requiert l’approbation du pape, Jeanne et Édouard étant cousins, petits-enfants d’Édouard Ier.
Richard naît vraisemblablement le 6 janvier 1367, à Bordeaux, en Aquitaine, alors principauté anglaise dont Édouard est prince depuis 1362. Selon des sources d’époque, trois rois : « le roi d’Espagne, le roi de Navarre et le roi du Portugal » sont présents à sa naissance,. Cette anecdote, associée au fait que sa naissance corresponde avec la fête de l’Épiphanie, sera reprise par la suite dans le diptyque de Wilton, dans lequel Richard est l’enfant Jésus auquel les trois rois rendent hommage. Richard est baptisé trois jours plus tard, le 9 janvier 1367, par l’archevêque de Bordeaux.

### Une accession très précoce au trône
Richard reste à Bordeaux pendant quatre ans. Lorsque son frère aîné, Édouard d'Angoulême, meurt en 1370, le laissant héritier de son père, il est envoyé à Londres. Le Prince Noir succombe finalement à sa longue maladie en 1376. Les membres de la Chambre des communes au Parlement craignent alors que l’oncle de Richard, Jean de Gand, veuille usurper le trône. C’est pour cette raison que Richard est rapidement investi des titres de son père dont, notamment, celui de prince de Galles. Le 21 juin de l’année suivante, Édouard III meurt à son tour, et Richard est couronné roi d’Angleterre le 16 juillet 1377 à l’âge de dix ans. Encore une fois, la crainte de Jean de Gand et de ses ambitions sur le pouvoir orientent les responsables politiques dans leur décision, et l’idée d’une régence dirigée par l’oncle du roi est rejetée,,. Plutôt que de laisser le jeune roi exercer ses pouvoirs, on choisit d’instaurer une série de « conseils continus » desquels Jean de Gand est exclu. Ce dernier garde, avec son frère cadet Thomas de Woodstock, comte de Buckingham, une grande influence informelle sur les décisions du gouvernement. Mais ce sont les conseillers et amis du roi, et notamment Simon de Burley et Aubrey de Vere, qui gagnent petit à petit le contrôle des affaires royales en gérant les pétitions soumises au roi, et éveillent ainsi la méfiance des membres de la Chambre des communes. Celle-ci tente d’abord de rapprocher le conseil et la maison royale en nommant deux conseillers, Aubrey de Vere et Richard Rous, un chevalier du roi. Les conseils sont finalement évincés en janvier 1380.

### Éducation
On a peu d'informations sur l'éducation de Richard. Parmi ses premiers mentors se trouvent des proches du Prince Noir, comme Simon de Burley ou Guichard d’Angle, qui sont tous deux nommés tuteurs de Richard, ainsi que Richard Abberbury, parfois décrit comme son « premier maître ». L’influence réelle de ces hommes sur le futur roi est difficile à juger et fait l’objet de diverses interprétations par les historiens. Pour l’historien Anthony Steel, le choix de proches du Prince Noir pour l’éducation de son fils vise à assurer que celui-ci sera « formé à l’image de son père », sans réellement atteindre le but escompté. De son côté Richard H. Jones[Qui ?] suggère que Simon de Burley aurait pu influencer la vision de la monarchie de Richard vers l’absolutisme en l’initiant aux écrits de Gilles de Rome.

### L'alliance avortée avec la Navarre
Le roi Charles II était constamment à la recherche d'appuis contre le roi de France, qui cherchait par tous les moyens de s'emparer de ses possessions en Normandie et à Montpellier. Il avait pu par le passé bénéficier de l'appui d'Édouard III, mais les liens s'étaient distendus dans les dernières années d'Édouard III. Au décès de ce dernier, Charles II chercha à renouer les liens en proposant que Richard II épouse l'une de ses filles, Blanche de Navarre, alors âgée de cinq ans. Les négociations furent relativement avancées fin 1377, mais ce rapprochement anglo-navarrais conduisit le roi de France Charles V à intervenir au printemps 1378 pour s'emparer des possessions françaises du roi de Navarre. Le mariage n'eut finalement pas lieu.

### Reprise des hostilités avec la France

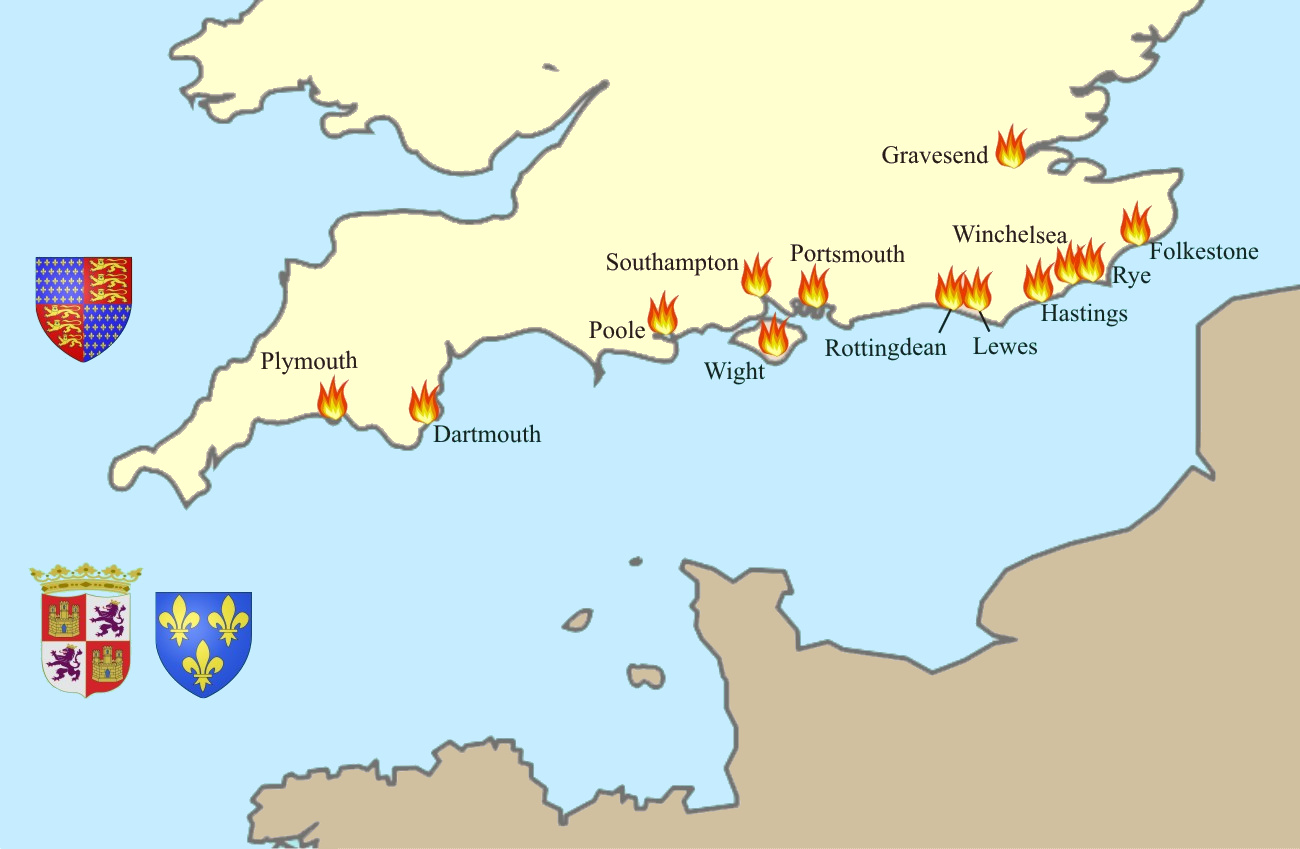
Attaques de Jean de Vienne et l’amiral castillan Fernando Sánchez de Tovar contre l’Angleterre (1374 – 1380).

À la fin de son règne, le roi Édouard III a signé une trêve avec Charles V, roi de France. Quand cette trêve arrive à son terme, Charles V ne compte aucunement la renouveler, et le début de règne de Richard II est donc marqué par la reprise des offensives des Français, qui ravagent les côtes de l’Angleterre (1377). L’Angleterre jouit toujours à l’époque de possessions sur le territoire français, notamment Calais et Bordeaux, et a signé un traité avec le duché de Bretagne lui permettant d’avoir des troupes dans les grands ports de Bretagne, parmi lesquels Brest.
Afin de financer la défense des positions anglaises sur le continent, mais également des opérations militaires en France et pour sécuriser les frontières écossaises, le gouvernement réclame régulièrement, au grand dam du Parlement, des fonds supplémentaires qui sont prélevés sous forme de taxes. Les expéditions se révèlent particulièrement infructueuses : l’armée anglaise, arrivée non sans difficulté en Bretagne au lendemain de la mort de Charles V et voyant le duc de Bretagne se réconcilier avec la couronne de France et se soumettre au nouveau roi Charles VI, est contrainte de rentrer en Angleterre. Le fardeau de plus en plus important que constituent les trois poll taxes, levées entre 1377 et 1381 pour financer ces expéditions hasardeuses, contribue au mécontentement de la population et au développement d’un fort ressentiment envers la classe dirigeante au sein de la société anglaise.

## Adolescence

### La révolte des paysans

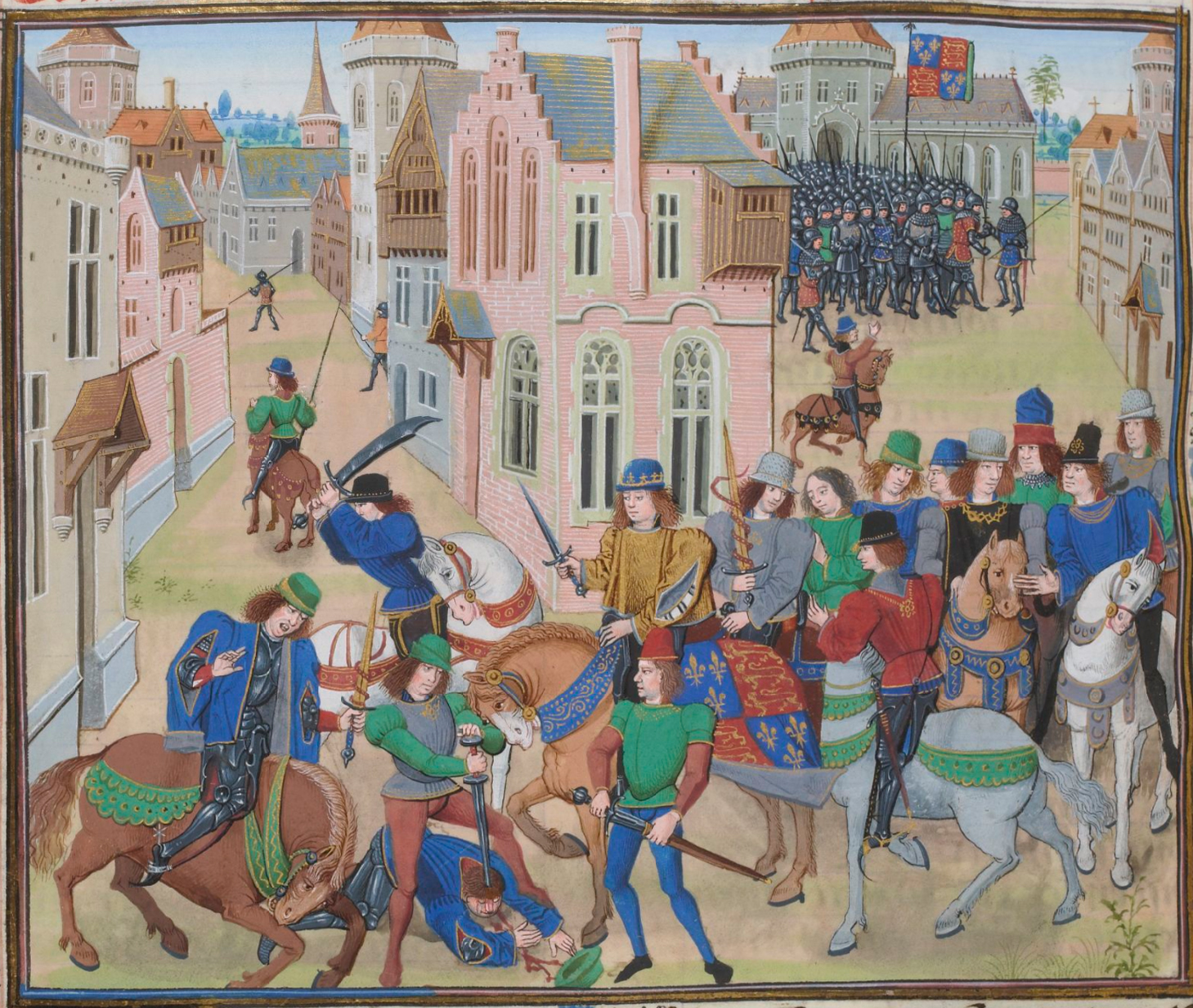
Richard II regardant la mort de Wat Tyler et s’adressant aux paysans à l’arrière-plan. Image tirée du manuscrit de Gruuthuse de Jean Froissart dans ses Chroniques (c. 1475).

Bien que la poll tax de 1381 soit la cause directe de la révolte des paysans, ce conflit trouve sa véritable origine dans les tensions profondes qui existent à l’époque entre propriétaires et paysans. Ces tensions sont principalement liées aux conséquences démographiques de la peste qui a frappé le pays à plusieurs reprises. À cette époque de discrédit de l’Église dû au Grand Schisme d'Occident, des prédicateurs lollards sillonnent les campagnes en diffusant les idées égalitaires de John Wyclif qui y trouvent un large écho. Ils sont les vecteurs de la contestation au même titre que les nombreux tisserands itinérants ruinés par la crise : leur action permet une propagation très rapide de la révolte. Étant donné que depuis Édouard II, la population est massivement entraînée au maniement de l’arc long, elle a les moyens d’entreprendre des actions militaires.
La rébellion commence fin mai à Brentwood en Essex, puis dans le Kent. Le 12 juin, des paysans s’attroupent à Blackheath près de Londres, menés par Wat Tyler, John Ball et Jack Straw. Ils finissent par entrer dans Londres, où certains habitants de la ville adhérent à leurs idées. L’hôtel de Savoie de Jean de Gand est réduit en cendres, et de nombreux juristes sont tués. Les rebelles réclament la totale abolition de la servitude, ce qui serait une véritable révolution dans l’Angleterre médiévale. Le roi se réfugie dans la tour de Londres avec ses conseillers. Ils s’accordent pour avouer l’incapacité du gouvernement à maîtriser la rébellion par la force, et s’apprêtent à négocier.
On ne sait pas exactement à quel point Richard, âgé de seulement quatorze ans, s’est impliqué dans les délibérations, bien que certains historiens suggèrent qu’il y a contribué activement. Le roi tente de quitter la tour par le fleuve le 13 juin, mais la foule présente à Greenwich rend impossible toute sortie de l’eau, et il doit retourner d’où il vient. Le jour suivant, vendredi 14 juin, il part à cheval et rencontre les rebelles à Mile End,. Le roi accepte alors toutes les demandes des rebelles, promettant de les affranchir et même de les amnistier s’ils acceptent de rentrer chez eux, mais cela ne fait que les enhardir et ils poursuivent leur campagne de pillages et de meurtres,. Profitant de l’absence du roi, des rebelles restés à Londres prennent d’assaut la tour de Londres et tuent le lord chancelier et archevêque de Cantorbéry Simon Sudbury et le lord trésorier Robert de Hales, ainsi que d’autres membres du gouvernement compromis. Richard rencontre à nouveau Wat Tyler le lendemain à Smithfield, et répète que les souhaits des rebelles seront exaucés, mais le chef rebelle n’est pas convaincu de la sincérité du roi. Les hommes du roi demeurent récalcitrants à appliquer toutes les volontés des rebelles. Une altercation éclate et William Walworth, lord-maire de Londres, pousse Tyler de son cheval et le tue. La situation devient très tendue lorsque les rebelles réalisent ce qui s’est passé, mais le roi agit avec calme et, en disant « Je suis votre capitaine, suivez-moi ! », il écarte l’attroupement de la scène du crime. Pendant ce temps, Walworth réunit une force pour encercler l’armée rebelle, mais le roi demande la clémence et permet aux rebelles de se disperser et de rentrer chez eux.
Le roi révoque rapidement la charte des libertés et, comme les manifestations se poursuivent dans d’autres parties du pays, il va personnellement dans l’Essex pour mettre fin à la rébellion. Le 28 juin, il défait à Billericay les derniers rebelles au cours d’une brève escarmouche, mettant définitivement un terme à la révolte des paysans. Malgré son jeune âge, Richard montre beaucoup de courage et de détermination dans sa prise en main de la rébellion. Il est probable que ces événements ont alerté le roi vis-à-vis des dangers de la désobéissance et de la peur à l’endroit de l’autorité royale, inspirant ainsi son règne en monarque absolu, absolutisme qui entraînera sa chute.

### Véritables débuts politiques
Ce n’est qu’avec la révolte des paysans que Richard commence à être mentionné significativement dans les annales. Le 20 janvier 1382, il se marie avec Anne de Bohême, fille de Charles IV, roi de Bohême et empereur du Saint-Empire romain germanique, et d’Élisabeth de Poméranie,. Ce mariage a une signification diplomatique, puisqu’en ces temps où l’Europe est divisée par le grand schisme d’Occident, la Bohême et le Saint-Empire romain germanique sont des alliés potentiels pour l’Angleterre dans la guerre de Cent Ans face à la France. Toutefois, ce mariage n’est pas très populaire en Angleterre. Malgré les sommes importantes allouées au Saint-Empire, l’alliance politique ne permet aucune victoire militaire. Anne meurt en 1394, sans laisser d’héritier à Richard.
Michael de la Pole est intervenu dans les négociations pour le mariage ; il a la confiance du roi et s’implique de plus en plus à la cour et au gouvernement au fur et à mesure que Richard devient en âge de gouverner. Ce fils de commerçants ambitieux est fait lord chancelier par Richard en 1383, puis comte de Suffolk deux ans plus tard, ce qui contrarie la noblesse de l’époque. Un autre proche du roi est Robert de Vere, comte d'Oxford, le neveu d'Aubrey de Vere. Il apparaît comme le favori du roi à ce moment, d'autant plus qu'il a épousé sa cousine, Philippa de Coucy, en 1376. Le lignage de De Vere, bien que très ancien, est relativement modeste au sein de la noblesse anglaise et son amitié avec le roi n’est pas non plus appréciée par les autres nobles. Ce mécontentement est exacerbé par l’élévation de De Vere au nouveau rang de duc d'Irlande en 1386. Le chroniqueur Thomas Walsingham suggère que la relation entre le roi et De Vere était de nature homosexuelle.

Carte historique du Grand Schisme d'Occident.
États reconnaissant le pape de Rome
États reconnaissant le pape d'Avignon
États ayant changé d'obédience durant le schisme

Le conflit franco-anglais est encore vif : la flotte franco-castillane menace régulièrement les côtes anglaises. Jean de Gand y voit l’occasion de faire valoir ses prétentions royales en Espagne. Il compte sur l’aide du roi du Portugal pour monter une coalition anglo-arago-portugaise et mener une expédition en Castille. Il demande 60 000 livres au parlement en soulignant que cela permettrait de mettre fin aux raids franco-castillans qui gênent le commerce en Manche. Pour faire bonne figure, il obtient d’Urbain VI que cette expédition soit considérée comme une croisade contre le roi clémentiste de Castille. Le parlement refuse pour deux raisons : le départ de l’homme fort du pays juste après la révolte des paysans est jugé risqué et il semble plus judicieux d’investir dans une croisade en Flandres pour défendre les intérêts commerciaux anglais contre l’avancée française que représente le mariage de Philippe le Hardi avec Marie de Flandre : l’homme fort du royaume de France est l’héritier du comté et prend pied en Brabant.
Tandis que la volonté de la cour est de négocier, Jean de Gand et Thomas de Woodstock font pression pour organiser une campagne à grande échelle pour protéger les possessions anglaises en France. Une occasion se présente avec les prémices d’une révolte dans les Flandres. L’éventualité du renversement du comte Louis de Male lors de la révolte est vue d’un bon œil en Angleterre, même si on tarde à intervenir. Il en est effet délicat pour le gouvernement anglais de soutenir une rébellion alors qu’il vient seulement de mettre un terme à celle qui touchait l’Angleterre. Le jeune Charles VI entre lui rapidement en guerre, envoyant ses troupes vers les Flandres : il écrase les rebelles à la bataille de Roosebeke mais ne s’éternise pas car il doit mettre au pas les villes rebelles françaises, à commencer par Paris, après l’exemple donné en Flandre. Le Parlement, inquiet pour Calais, finit par donner son accord à cette expédition le 23 février 1383. C’est en fait une croisade urbaniste qui est envoyée (le contrôle de Bruges est un enjeu économique majeur pour les deux papes car le produit de la fiscalité pontificale en Europe du Nord y transite) menée par Henri le Despenser, évêque de Norwich et financée à grand renforts d’indulgences. Les Anglais profitent du retrait de Charles VI pour prendre les villes de Bourbourg, Bergues et Gravelines. L’expédition tourne au fiasco quand les Français montent une contre-croisade clémentiste et rassemblent une armée à Arras. L’évêque de Norwich se replie piteusement. À son retour, on lui demande des comptes et une procédure d’impeachment (mise en cause) est intentée contre lui.
Devant cet échec sur le continent, Richard se retourne contre l’allié de la France, l’Écosse. En 1385, le roi lui-même mène une expédition punitive au nord, mais sans succès, et son armée revient sans même avoir engagé le combat avec les forces écossaises. Cet échec porte atteinte à son crédit, d’autant que pendant ce temps, les Écossais suppléés par une force française menée par Jean de Vienne ravagent le Northumberland. Au même moment, une simple émeute à Gand empêche l’invasion française au sud de l’Angleterre. Les relations entre Richard et son oncle se détériorent rapidement au gré des déboires militaires. La victoire portugaise sur les castillans à Aljubarrota ouvre de nouvelles perspectives à Jean de Gand et donne au roi d’Angleterre l’occasion d’éloigner son puissant oncle. Le 8 mars 1386, Richard II le reconnaît comme roi de Castille à charge pour lui de la conquérir. Alors que des rumeurs de complot contre sa personne circulent, Jean de Gand quitte l’Angleterre le 9 juillet à la tête de 7 000 hommes. Avec son départ, Thomas de Woodstock, devenu duc de Gloucester, et Richard FitzAlan, 4e comte d'Arundel, deviennent les chefs non officiels des opposants au roi et à ses courtisans.

### Intervention desLords Appellant

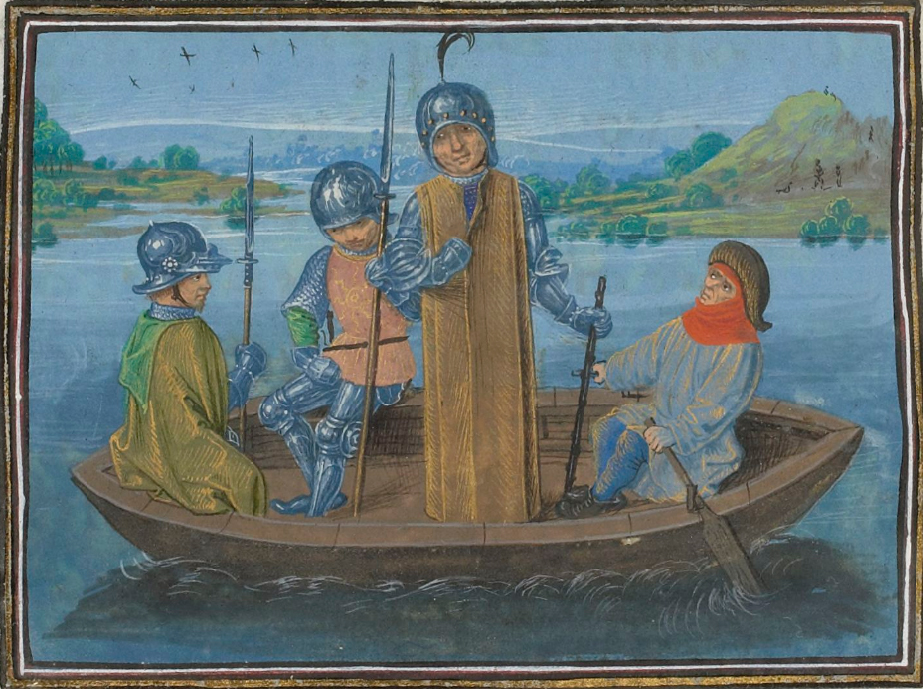
Robert de Vere s’échappant de la bataille de Radcot Bridge (Froissart).

En envoyant une expédition en Castille, l’Angleterre prend le risque de déclencher un conflit majeur avec la France. Charles VI ne manque pas cette occasion de préparer une forte armée, et la menace d’une invasion française prend de l’ampleur en 1386. Elle n’a finalement jamais lieu, sur conseil du duc de Berry, oncle du roi de France. Au cours de la session parlementaire d’octobre de cette année, Michael de la Pole — en tant que lord chancelier — demande une taxation d’un niveau sans précédent pour assurer la défense du royaume. Plutôt que de consentir à sa requête, le parlement demande la démission du chancelier comme condition nécessaire avant de répondre à une quelconque demande. On présume que cette assemblée, qui sera connue plus tard sous le nom d’« Admirable Parlement », travaillait avec le soutien de Woodstock et FitzAlan,. Le roi rejette dans un premier temps cette demande. Ce n’est que lorsqu’il est menacé de destitution qu’il est forcé d’accepter, laissant partir de la Pole. Celui-ci est jugé et condamné pour divers chefs d’accusations, parmi lesquels des mauvaises utilisations de fonds ou des fraudes. Une commission est chargée de revoir et contrôler les finances royales pour un an.
Richard est profondément perturbé par cet affront fait à son autorité royale. De février à novembre 1387, il se lance dans une grande campagne dans le pays pour rassembler des soutiens autour de lui. En établissant Robert de Vere juge de Chester, il pose les fondements d’un pouvoir militaire loyal dans le Cheshire. Il assure également la légitimité du juge en chef Robert Tresilian, qui soutient le roi dans l’idée que le parlement a agi dans l’illégalité et avec traîtrise.
À son retour à Londres, le roi se retrouve confronté à Woodstock, FitzAlan et Thomas de Beauchamp, 12e comte de Warwick, qui accusent de trahison de la Pole, de Vere, Tresilian et deux autres loyalistes : le maire de Londres Nicolas Brembre, et Alexandre Neville, l’archevêque de York. Ils les accusent notamment d’avoir conseillé au roi de traiter avec la France, et de lui livrer Calais. Ces accusations ne semblent pas fondées, mais elles permettent aux opposants au roi de s’assurer le soutien du peuple, qui déjà n’apprécie guère certains des favoris du roi et est enclin à croire à ces accusations. Richard cherche à gagner du temps dans les négociations, espérant une arrivée de De Vere en provenance du Cheshire avec des renforts militaires. Les trois comtes unissent alors leurs forces avec Henri de Bolingbroke, comte de Northampton, fils de Jean de Gand et futur roi Henri IV, et Thomas de Mowbray, comte de Nottingham — ce groupe est connu sous le nom des « Lords Appellant ». Le 19 décembre 1387, ils interceptent de Vere à la bataille de Radcot Bridge, et le contraignent à quitter le pays.
Richard n’a alors plus de recours possible et doit accepter les demandes de ses opposants. Brembre et Tresilian sont condamnés et exécutés, tandis que de Vere et de la Pole — qui a désormais lui aussi quitté le pays — sont condamnés à mort par contumace lors de l’« Impitoyable Parlement » de février 1388. Mais les Appellant vont encore plus loin et des chevaliers de Richard sont également exécutés, parmi lesquels Burley. Ils parviennent ainsi à briser intégralement le cercle de favoris autour du roi.

## Restauration de l’autorité royale

### Gestion du conflit avec la France
Richard rétablit petit à petit un semblant d’autorité royale les mois suivant l’impitoyable parlement, grâce à trois facteurs. Tout d’abord, la politique étrangère agressive menée par les « Lords Appellant » échoue. En effet, leurs efforts pour construire une large coalition contre la France ne mènent à rien et le Nord de l’Angleterre est victime d’une incursion écossaise qui aboutit à la défaite anglaise d'Otterburn. Ensuite, Richard a maintenant 21 ans passés et peut désormais réclamer avec confiance le droit de gouverner lui-même. Enfin, Jean de Gand revient en Angleterre en 1389 et une fois son différend avec le roi réglé, le vieil homme d’État agit comme modérateur auprès des politiques anglais. En France, le jeune Charles VI, qui lui aussi subissait la tutelle de ses oncles, vient de prendre le pouvoir. Richard s’en inspire et le 3 mai 1389, il renvoie ses tuteurs. Insistant sur le fait que ses déboires passés sont uniquement liés à de mauvais conseillers, il remplace les principaux membres du gouvernement. Il veille toutefois à choisir des hommes en qui ses ennemis ont une certaine confiance pour ne pas les inquiéter. Il dessine une politique bien différente de celle des Appellant, cherchant à faire la paix et à se réconcilier avec la France, et promet que cela permettra d’alléger le fardeau des taxes qui pèsent sur le peuple anglais. Il gouverne paisiblement lors des huit années suivantes, s’étant réconcilié avec ses adversaires d’autrefois. Les événements montrent plus tard qu’il n’a toutefois pas oublié ce qu’il a subi auparavant, notamment l’exécution de Simon de Burley qu’il lui est difficile d’oublier.
Même si Charles VI et ses conseillers (les marmousets sont liés à l’entourage du pape d’Avignon) veulent aussi parvenir à la paix, des motifs de tension avec la France persistent. En 1390, Charles VI veut prendre le flambeau d’une croisade en Italie pour mettre fin au Grand Schisme en installant Clément VII à Rome et pour prendre Naples pour son cousin Louis II d'Anjou en conflit avec les Angevins de Hongrie. D’une part, l’Angleterre est dans l’obédience du pape de Rome et d’autre part, cela ferait passer la Provence et le Sud de l’Italie sous contrôle des Valois. Le frère du roi de France, Louis d'Orléans, marié à Valentine Visconti, qui y voit l’occasion de se tailler dans les États papaux une principauté à la mesure de ses ambitions, négocie le soutien de son beau-père dans cette expédition. Richard II y met le holà et fait dire que si l’armée française part en Italie, l’armée anglaise traversera la Manche. Ceci met fin au projet de Charles VI qui accepte, le 24 février 1391, le principe d’une rencontre au sommet. Des hommes tels que Léon d'Arménie ou Philippe de Mézières jouent de leur influence des deux côtés de la Manche pour obtenir la paix et une croisade commune contre les Turcs. L’entrevue des représentants de Clément VII et de Léon d’Arménie, qui doivent sceller la réconciliation par une croisade, doit avoir lieu à Amiens au carême 1392. Le 31 mars, Jean de Gand rencontre le roi de France et il demande de conserver Calais, le comté de Poitou et le duché de Guyenne (les Anglais ne contrôlent plus en Aquitaine que Bordeaux alors qu’ils avaient obtenu en 1360 le tiers du royaume de France) et que soit payée la rançon de Jean le Bon.
Une fois la stabilité politique rétablie, Richard commence à négocier une paix durable avec la France. Une proposition faite en 1393 offre à l’Angleterre la possession de l’Aquitaine. Toutefois, elle n’est pas entérinée car la condition suivant laquelle le roi d’Angleterre devait rendre hommage au roi de France était inacceptable pour le peuple anglais. Les négociations pour la paix peuvent très bien prendre fin lorsque Charles VI présente ses premiers symptômes de folie, laissant le gouvernement français dans une situation inconfortable. Mais Richard décide finalement de ne pas tenter de profiter de ces évènements et signe une première trêve, qui devra être suivie d’autres négociations.
Tandis qu’il cherche à faire la paix avec la France, Richard a une approche très différente de la situation en Irlande. Les territoires sous domination anglaise en Irlande sont menacés, et les seigneurs anglo-irlandais demandent au roi d’intervenir. La trêve avec la France offre une très bonne occasion pour intervenir dans ce pays où la couronne anglaise n’a que très peu d’influence. Un premier départ est ajourné à cause de la mort de la reine Anne le 7 juin 1394. Cet événement touche profondément le roi. Finalement, à l’automne 1394, Richard part pour l’Irlande, où il reste jusqu’en mai 1395. Son armée, composée de 8 000 hommes, est alors la plus grande force à débarquer sur l’île. La campagne est fructueuse et de nombreux chefs de clans irlandais se soumettent à la souveraineté anglaise. Cette opération est une des plus grandes réalisations du règne de Richard, et elle contribue à renforcer la popularité du roi en Angleterre, même si la consolidation de la position anglaise en Irlande est de courte durée. Dès son retour, Richard reprend les négociations avec la France. C’est finalement une trêve de 28 ans qui est signée en 1396,, les accords pour une éventuelle paix étant bloqués par les visions des deux pays sur la ville de Calais. Ce traité comprend notamment le mariage de Richard avec Isabelle de Valois, fille de Charles VI de France. Certaines craintes entourent ce mariage, car la princesse n’a que six ans et ne peut donner naissance à un héritier avant de nombreuses années.

### Dernières années tyranniques
À la fin des années 1390 commence la période du règne de Richard II que les historiens qualifient de « tyrannique ». Après avoir tout au long de son règne récompensé ses ennemis, Richard réhabilite ceux qui l’avaient autrefois soutenu, notamment les juges qui avaient affirmé son droit de gouverner seul qui sont rappelés d’Irlande. La plupart des autres exilés sont morts en exil, notamment Robert de Vere dont Richard fait rapatrier le corps pour qu’il soit inhumé en Angleterre. Le Parlement de 1397 s’ouvre sur la proposition du roi d’accompagner Charles VI dans sa campagne en Italie, afin de sceller l’amitié avec la France. Les Communes, ne voyant pas d’un très bon œil cette campagne et les frais qui l’accompagnent, rédigent une pétition relevant notamment les fortes dépenses de la maison royale. Le roi, vexé par ce qu’il considère comme un affront à ses prérogatives, rejette le contenu de cette pétition, bafouant un des droits des Communes. Le roi arrête Woodstock, FitzAlan et Beauchamp en juillet 1397. On connaît mal les raisons de ces arrestations : même si une chronique suggère qu’un complot était prévu contre le roi, aucun indice ne confirme cette hypothèse. Il est plus probable que Richard, se sentant désormais assez fort, a décidé de se venger des événements de 1386-1388 et d’éliminer d’éventuels ennemis. Lors de la session parlementaire de septembre 1397, FitzAlan est le premier à être mis à l’épreuve. Après une chaude querelle avec le roi, il est condamné et exécuté. Quand vient le tour de Thomas Woodstock, le comte de Nottingham annonce la mort de celui-ci alors qu’il était son prisonnier à Calais. Il est probable que Richard a commandité le meurtre de Woodstock, évitant ainsi de devoir exécuter un prince de sang. Thomas de Beauchamp est également condamné à mort, mais sa vie est finalement épargnée et il est emprisonné. Le frère de FitzAlan, Thomas Arundel, archevêque de Cantorbéry, est quant à lui exilé. Les persécutions de Richard se portent ensuite sur la province. Tandis qu’il s’assure de nouveaux soutiens dans divers comtés, il s’en prend à différents membres des instances locales qui avaient été loyaux aux Appellant. Les amendes levées sur ces hommes amènent des revenus importants à la couronne, mais la légalité de ces procédures demeure incertaine pour les chroniqueurs.

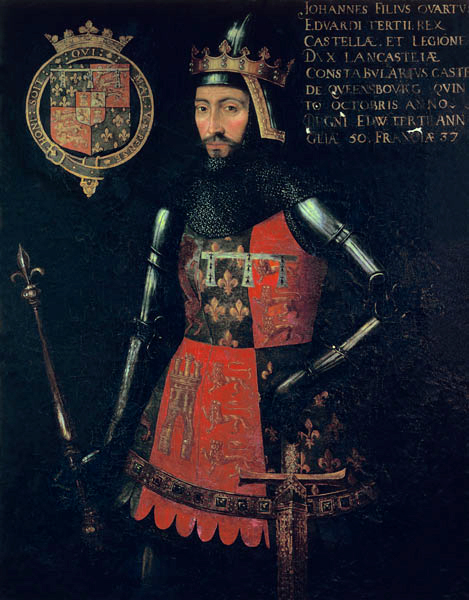
Jean de Gand d'après un portrait de 1593. Au centre des politiques anglaises pendant plus de trente ans, sa mort en 1399 conduit à une insécurité.

Ces actions ont été rendues possibles par la collusion de Jean de Gand, mais également par le soutien de nombreux hommes qui doivent leur prééminence à Richard, et qui sont désobligeamment appelés « Duketti ». Jean et Thomas Holland, le demi-frère et le neveu du roi, respectivement comtes de Huttingdon et de Kent, sont promus aux rangs de ducs d’Exeter et de Surrey. Parmi les autres loyalistes on compte Jean de Beaufort, comte de Somerset, Édouard d'York, comte de Rutland, John Montagu, comte de Salisbury, et Thomas le Despenser. Le roi peut dès lors récompenser tous ces hommes avec les terres confisquées aux Appellant et leurs proches et avec les revenus correspondant à leurs nouveaux rangs.
Mais une menace à l’autorité de Richard persiste avec la maison de Lancastre représentée par Jean de Gand et son fils Henri de Bollingbroke. Les Lancastre ne sont pas seulement la plus riche famille d’Angleterre, ils sont de lignée royale, et ainsi des candidats à la succession de Richard, qui n’a pas d’enfant. Une querelle éclate dans le cercle très fermé de la cour en décembre 1397 entre Henri et Thomas Mowbray — qui sont devenus respectivement duc de Hereford et duc de Norfolk. Selon Henri, Mowbray aurait déclaré qu’ils allaient tous deux pouvoir prétendre à la succession au trône, en tant qu’anciens « Lords Appellant ». Mowbray nie avoir tenu ces propos, qui sont assimilables à de la trahison. Un comité parlementaire décide qu’ils doivent régler ce problème par un duel mais, au dernier moment, Richard choisit de les exiler, Thomas Mowbray à vie et Henri de Bollingbroke pour dix ans. Le 3 février 1399, Jean de Gand meurt. Plutôt que de faire d’Henri son héritier, Richard prolonge son exil indéfiniment et le déshérite. Il se sent alors un peu plus en sécurité, Henri vivant désormais à Paris. Toutefois, il n’est pas complètement à l’abri, car les Français, qui s’intéressent à tout ce qui peut perturber Richard et sa politique de paix, n’ont pas accueilli Henri par hasard. Richard quitte le pays en mai pour une nouvelle expédition en Irlande.

## Destitution et mort

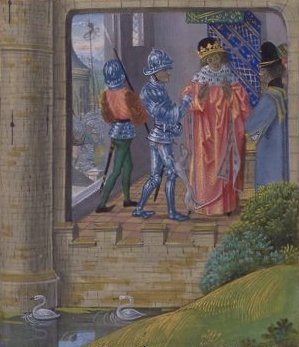
Richard, arrêté par Henry Percy, comte de Northumberland (Froissart).

En juin 1399, en France, Louis Ier d'Orléans prend le contrôle de la cour de Charles VI le Fol, lequel est la proie de crises répétées de délire paranoïaque et schizophrène. La politique de « rapprochement » avec la couronne anglaise ne convient pas aux ambitions politiques de Louis. C’est pourquoi il juge opportun de laisser Henri de Bollingbroke retourner en Angleterre. Avec un petit groupe de partisans, Henri débarque à Ravenspurn, dans le Yorkshire, à la fin du mois de juin 1399. Des hommes venus des quatre coins du pays s’allient bientôt à lui. Lorsqu’il rencontre Henry Percy, comte de Northumberland, qui a ses propres désaccords avec le roi, Bollingbroke précise bien que son seul objectif est de récupérer ses biens. Percy le prend au mot et décide de ne pas se mêler de cela. La plupart des chevaliers et hommes de confiance du roi l’ont suivi en Irlande, et Henri ne rencontre pas réellement de résistance lors de sa campagne vers le sud. Edmond de Langley, duc d'York, chargé de protéger le royaume en l’absence du roi, n’a guère d’autres solutions que de prendre le parti d’Henri. Pendant ce temps, le retour d’Irlande de Richard est retardé et il ne débarque pas au pays de Galles avant le 24 juillet. Il prend alors la direction de Conwy où il rencontre le comte de Northumberland le 12 août pour négocier. Une semaine plus tard, Richard II se rend à Henri au château de Flint contre la promesse d’avoir la vie sauve. Les deux hommes rentrent alors à Londres, le roi prisonnier faisant toute la route derrière Henri. À son arrivée le 1er septembre, il est enfermé dans la tour de Londres,.
Henri est maintenant fermement résolu à monter sur le trône, mais il lui faut justifier cette action. Il est souvent dit que Richard, du fait de sa tyrannie et de sa mauvaise gouvernance, s’est rendu lui-même indigne d’être roi. Toutefois, Henri n’est pas le mieux placé dans l’ordre de succession au trône ; l’héritier est en fait Edmund Mortimer, qui descend du second fils d’Édouard III, Lionel d'Anvers. Le père d’Henri, Jean de Gand, n’est que le troisième fils d’Édouard III. Il règle ce problème en soulignant le fait qu’il descend d’une ligne directe « mâle » tandis que Mortimer est héritier par sa grand-mère. Officiellement, Richard accepte volontairement de laisser sa couronne à Henri le 29 septembre. Bien que cela soit peu probable, le Parlement réuni le 30 septembre accepte l'abdication de Richard. Henri est couronné Henri IV d’Angleterre le 13 octobre.
La destinée exacte de Richard après sa destitution n’est pas très claire. Il reste dans la tour de Londres avant d’être emmené au château de Pontefract peu de temps avant la fin de la guerre. Bien que le roi Henri lui ait, dans un premier temps, promis la vie, il change rapidement d’avis lorsque les comtes d’Huntingdon, Kent, Salisbury et Rutland, ainsi que Thomas le Despenser — tous déchus du rang que Richard leur avait offert — commencent à comploter pour assassiner le nouveau roi et restaurer Richard au pouvoir. Bien qu’il l’ait anticipé, ce complot montre les risques qu’encourt Henri s’il laisse Richard en vie. Richard meurt en captivité aux alentours du 14 février 1400, bien que de sérieux doutes planent quant à la date exacte et la cause réelle de sa mort. Le corps est emmené dans la cathédrale Saint-Paul le 17 février, avant d’être enterré dans l’église de Kings Langley le 6 mars. Des rumeurs selon lesquelles Richard serait toujours en vie persistent un temps, mais ne gagnent jamais vraiment de crédit en Angleterre. En Écosse, un homme identifié comme Richard est logé dans le château de Stirling par le duc d’Albany Robert Stuart et se dit être un personnage important, responsable de plusieurs intrigues lollards et contre les Lancastre en Angleterre. Le gouvernement d’Henri IV dénonce une imposture, et plusieurs sources de part et d’autre de la frontière suggèrent que l’homme en question souffre de troubles mentaux. Il est même décrit par certains comme un mendiant au moment de sa mort en 1419. Il est toutefois enterré comme un roi dans le monastère dominicain de Stirling. Pendant ce temps, en 1413, Henri V — dans l’optique d’expier la faute de son père et de faire taire les rumeurs sur Richard — décide de déplacer le corps de Richard vers sa dernière demeure à l’abbaye de Westminster. Là, Richard a lui-même préparé une tombe élaborée où se trouve déjà le corps de sa femme Anne.

## La personnalité deRichardII

### Caractère et image
Les historiens contemporains, même les moins favorables au roi, s’accordent pour dire que Richard est un « très beau roi », avec « une figure blanche, ronde et féminine ». Il manque d’ailleurs de virilité. Il est grand et athlétique, Il est intelligent et s’exprime bien, même s’il a tendance à bégayer quand quelque chose le tourmente. Le portrait de l’abbaye de Westminster semble être une représentation honnête du roi, mais le Wilton Diptych le montre bien plus jeune qu’il ne l’est à l’époque de sa réalisation. Il est catholique et devient à la fin de son règne un opposant à l’hérésie lollarde. Il se dévoue particulièrement au culte d’Édouard le Confesseur et, aux environs de 1395, ses armoiries se voient ajouter le blason d’Édouard le Confesseur. Il n’est pas un roi guerrier à l’image de son grand-père, mais apprécie néanmoins les tournois et les chasses.

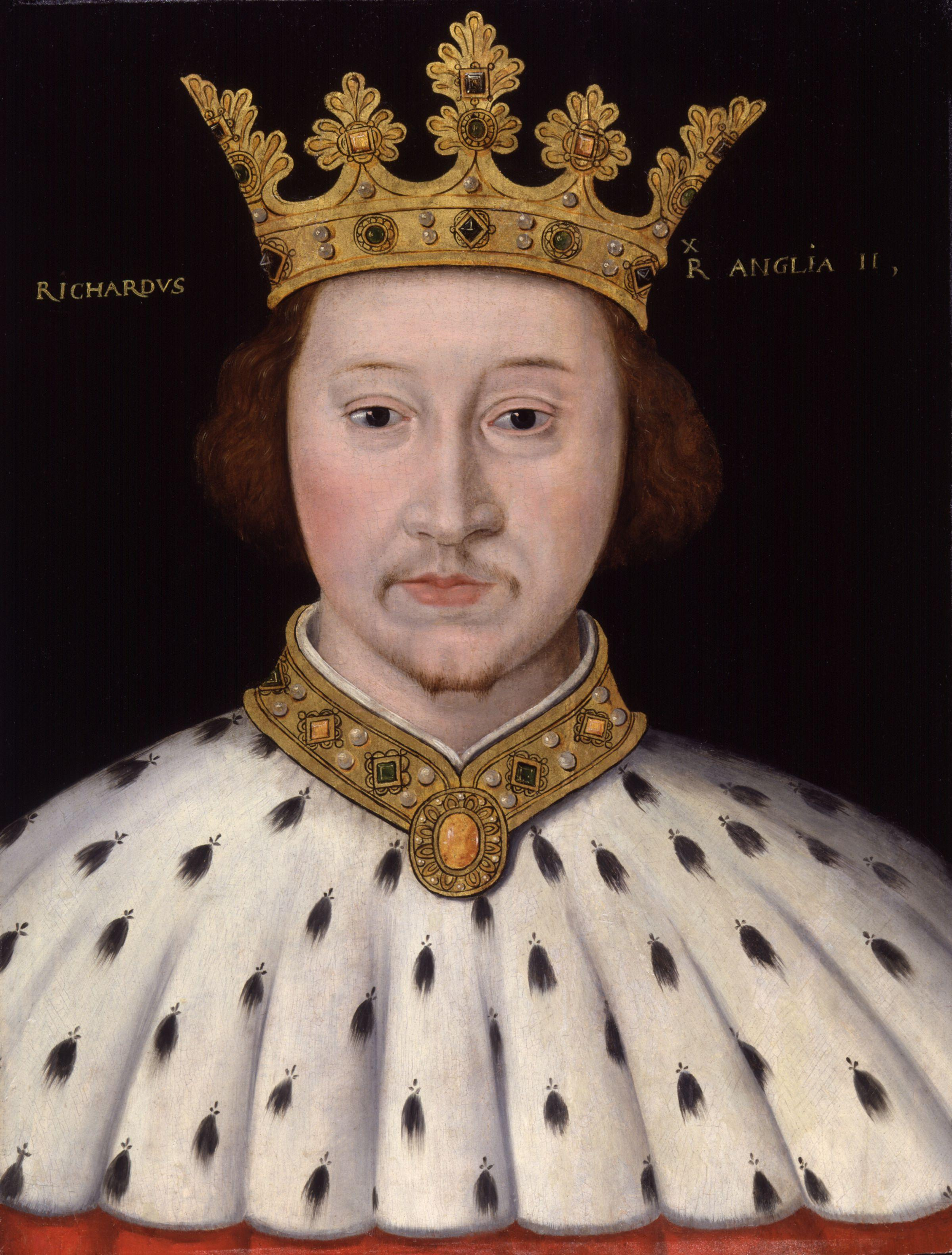
Portrait anonyme de Richard II de la fin du XVIe siècle.

La pièce Richard II de William Shakespeare contribue fortement à bâtir l’image de Richard auprès du grand public. Dans la pièce, Richard est un roi irresponsable, cruel et rancunier, qui n’accède à un semblant de splendeur qu’une fois destitué. Il ne s’agit cependant que d’une fiction dans laquelle Shakespeare fait de nombreuses omissions et prend quelques libertés dans la rédaction de son œuvre. Il base sa pièce sur les travaux d’Édouard Hall et Samuel Daniel, qui s’inspirent eux-mêmes de chroniqueurs comme Thomas Walsingham. Hall et Daniel sont des historiens de la dynastie des Tudor, hostiles à Richard. La vision des Tudor, renforcée par Shakespeare, voit une continuité dans les désordres civils s’étalant des mauvais choix de Richard jusqu’à l’accession au trône d’Henri VII en 1485. L’idée suivant laquelle Richard tient une large part de responsabilité dans la guerre des Deux-Roses reste dominante jusqu’au XIXe siècle, mais est remise en cause au cours du XXe siècle. Les historiens modernes préfèrent étudier la guerre des Deux-Roses indépendamment du règne de Richard II.
L’équilibre mental de Richard est un sujet majeur de discussion depuis que les premiers historiens académiques se sont intéressés au sujet au XIXe siècle. Un des premiers historiens modernes à travailler sur la personnalité de Richard II est l’évêque William Stubbs. Pour celui-ci, Richard souffre, à la fin de son règne, d’un certain déséquilibre mental. Selon l’historien Anthony Steel, qui a écrit une biographie complète du roi, Richard souffre de schizophrénie. Cette hypothèse est par la suite remise en cause par Vivian Hunter Galbraith pour qui aucune base historique ne valide un tel diagnostic. Il est suivi par d’autres historiens, comme Anthony Goodman et Anthony Tuck. Nigel Saul, qui a écrit une biographie de Richard II, concède que — même si ce n’est pas une base pour fonder un quelconque trouble mental — Richard II montre à plusieurs reprises des signes de narcissisme.
Une des questions fondamentales concernant le règne de Richard est la raison de son échec final. Sa façon de régner marque les prémices de la monarchie absolue, et sert plus tard d’exemple à la dynastie des Tudor. Plus récemment, on a rapproché le concept de la royauté de Richard à celui de ses prédécesseurs, considérant que c’est en restant dans le cadre de la monarchie traditionnelle qu’il a pu mettre en œuvre la plupart de ses réalisations,. Toutefois, ses agissements sont trop extrêmes. Ainsi, alors que l’absence de guerre aurait dû provoquer une réduction des taxes, afin de maintenir Richard en bons termes avec le Parlement, ce ne fut jamais réellement le cas. En effet, l’opulence de la cour et la présence d’artistes autour du roi sont des sources de dépenses égales aux guerres, sans en apporter les mêmes profits. La confiance exclusive de Richard dans le comté du Cheshire diminue également le soutien dont il bénéficie dans le reste du pays. Ainsi, comme le conclut Simon Walker : « ce qu’il disait n’était, en termes contemporains, jamais injustifié ou inaccessible ; c’est la manière dont il cherchait à l’atteindre qui l’a trahi ».

### La culture de la cour

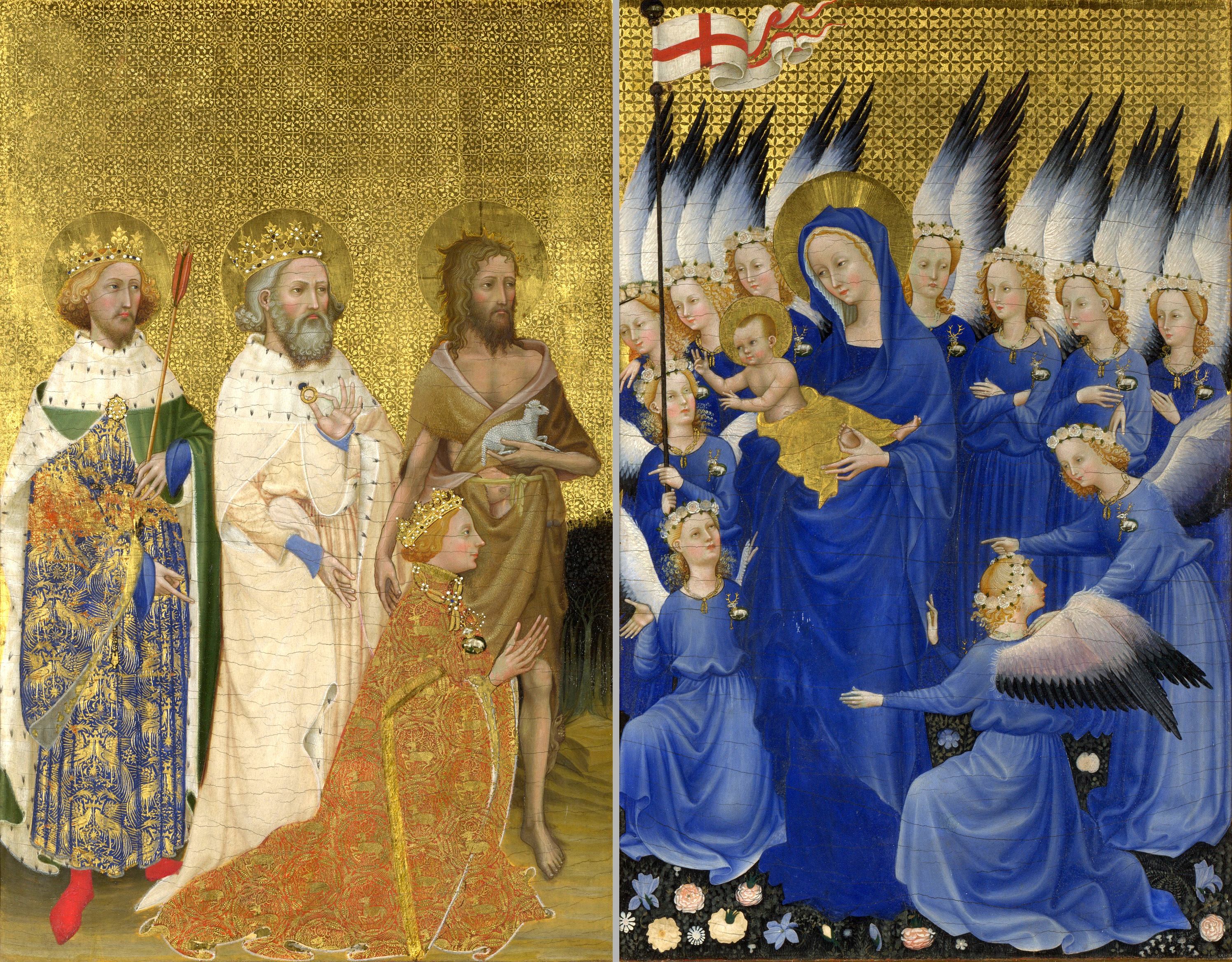
Le diptyque de Wilton : Richard vénérant la Vierge et l’Enfant, accompagné par ses saints-patrons : Edmond d'Est-Anglie, Édouard le Confesseur et Jean le Baptiste (de gauche à droite).

Dans les dernières années de son règne, et particulièrement après l’élimination des « Appellant » en 1397, Richard jouit d’un véritable monopole du pouvoir dans le pays, une situation peu commune dans l’Angleterre médiévale. À cette période, une culture de cour particulière émerge, plus poussée que ce que l’on a pu connaître auparavant. Alors que le roi est auparavant appelé simplement « your highness » (« votre grandeur »), on s’adresse maintenant à lui régulièrement comme « your royal majesty » (« votre majesté royale ») ou « your high majesty » (« votre haute majesté »). On dit parfois que, lors de festivals solennels, le roi s’assied sur son trône pendant des heures sans parler tandis que chaque personne qu’il regarde doit se mettre à genou devant lui. Ce haut respect de la dignité et toute cette somptuosité sont importés des cours du continent ; non seulement les cours de France et de Bohême, d’où proviennent les deux femmes du roi, mais également de la cour du Prince Noir en Aquitaine.
L’approche de la royauté de Richard prend racine dans sa forte croyance en la prérogative royale, inspirée dans son enfance par l’affront fait à son autorité une première fois par la révolte de paysans, puis par les « Lords Appellant ». Richard rejette l’approche de la noblesse qu’avait son grand-père Édouard III. La cour d’Édouard était une cour militaire, fondée sur l’interdépendance entre Édouard et ses capitaines militaires de confiance. Du point de vue de Richard, cela donne trop de pouvoir aux nobles. Pour éviter d’avoir à dépendre de la noblesse dans le domaine militaire, il mène une politique de paix envers la France. Dans le même temps, il développe sa propre garnison, plus grande que celle de n’importe quel roi d’Angleterre avant lui, et lui donne des livrées portant son écusson et son emblème, le cerf blanc, également portées par les anges dans le diptyque de Wilton. Il est ensuite libre de développer une atmosphère courtoise dans laquelle le roi est une figure distante et vénérée, et les arts et la culture ont une place centrale.

### Le mécénat et les arts

Le Westminster Hall au début du XIXe siècle.

Toujours en vue de consolider son autorité, Richard tente de cultiver son image. Comme aucun roi d’Angleterre avant lui, son portrait est peint sur de somptueux tableaux à sa gloire. Deux de ces œuvres sont parvenues jusqu’à nous : le portrait du roi grandeur nature de l’abbaye de Westminster (1390) et le diptyque de Wilton (1394 – 99), une œuvre facilement transportable qui est vraisemblablement réalisée pour accompagner le roi lors de sa campagne en Irlande. Il s’agit d’un des rares exemples anglais d’art gothique, qui se développe à l’époque dans les cours du continent, notamment à Prague et Paris. Les dépenses de Richard en joyaux et riches textiles dépassent de loin celles consacrées aux peintures mais, comme pour les enluminures, il paraît peu probable de retrouver de tels objets que l’on puisse clairement associer à Richard. Toutefois, on peut parler d’une couronne d’exception, « un des plus fins accomplissements de l’orfèvrerie gothique » qui aurait appartenu à la reine Anne.
Parmi les plus grands projets architecturaux de Richard, on compte le Westminster Hall, qui est reconstruit en profondeur durant son règne, peut-être en réponse à la réalisation, en 1391, du magnifique hall du château de Kenilworth par Jean de Gand. Quinze statues de rois à taille humaine sont placées dans des niches creusées dans les murs, et la charpente réalisée par le charpentier du roi Hugh Herland, « la plus grande création de l’architecture médiévale en bois », permet de remplacer les trois ailes romanes par un vaste espace ouvert, avec un dais permettant à Richard de s’asseoir en solitaire.
La littérature est également très importante à la cour de Richard, car c’est à cette période que l’anglais devient une langue littéraire. Peu d’indices permettent de lier directement Richard à la poésie, mais c’est néanmoins au sein de sa cour que cet art devient florissant. Le plus grand poète de l’époque, Geoffrey Chaucer, sert le roi comme diplomate, douanier et clerc au King’s Works alors qu’il écrit en parallèle la plupart de ses œuvres les plus connues,. Il est également au service de Jean de Gand et écrit Le Livre de la Duchesse, éloge de Blanche de Lancastre, la femme de Jean de Gand. Le collègue et ami de Chaucer, John Gower, écrit ses Confessio Amantis sur demande de Richard, bien qu’il se querelle avec lui quelques années plus tard.

## Armoiries
Les armoiries de Richard II connaissent trois évolutions. À l’origine, il porte une brisure des armes de son père.

Cela donne : écartelé en 1 et 4 d’azur semé de fleurs de lys d’or et en 2 et 3 de gueules aux trois léopards d’or armés et lampassés d'azur, à un lambel d’argent brochant sur le tout, le pendant central chargé d’une croix de gueules.
Quand son père meurt en 1376, il hérite de la principauté de Galles et du blason paternel. La croix disparait du pendant central.

Cela donne : écartelé en 1 et 4 d’azur semé de fleurs de lys d’or et en 2 et 3 de gueules aux trois léopards d’or armés et lampassés d'azur, à un lambel d’argent brochant sur le tout.
Quand son grand-père Édouard III meurt en 1377, il hérite du royaume d’Angleterre et du blason de ses rois. Le lambel d’argent disparaît. Les fleurs de lys sont plus petites et plus nombreuses.

Cela donne : écartelé en 1 et 4 d’azur semé de fleurs de lys d’or et en 2 et 3  de gueules aux trois léopards d’or armés et lampassés d'azur.
Peu après, il associe ses armes avec celles — mythiques — du roi Édouard le Confesseur. Une croix d’or s’ajoute.

Cela donne : parti en 1 d’azur, à la croix fleuronnée d’or, accompagnée de cinq merlettes du même, et en 2 écartelé en 1 et 4 d’azur semé de fleurs de lys d’or et en 2 et 3 de gueules aux trois léopards d’or armés et lampassés d'azur.

avant 1376
de 1376 à 1377
de 1377 à 1395
de 1395 à 1399

### Chroniques
- Chronicles of the Revolution, 1397-1400: The Reign of Richard II, ed. Chris Given-Wilson, Manchester University Press, Manchester, 1993.  (ISBN 0719035260).
- Jean Froissart, Chroniques, ed. Geoffrey Brereton, Penguin, Londres, 1979.  (ISBN 0140442006).
- Historia Vitae et Regni Ricardi Secundi, ed. George B. Stow, University of Pennsylvania Press, Philadelphie, 1977.  (ISBN 978-0812277180).
- Henry Knighton, Knighton's Chronicle 1337–1396, ed. G. H. Martin, Clarendon Press, Oxford, 1995.  (ISBN 0198205031).
- Thomas Walsingham (1862–4). Historia Anglicana 2 vols., ed. H. T. Riley, Longman, Roberts, and Green, Londres.

### Sources secondaires
- (en) Jonathan Alexander & Paul Binksi (eds), Age of Chivalry, Art in Plantagenet England, 1200-1400, Royal Academy/Weidenfeld & Nicholson, Londres, 1987.
- (en) Christopher Allmand, The Hundred Years War : England and France at War c.1300-c.1450, Cambridge, Cambridge University Press, 1988, 207 p. (ISBN 0-521-31923-4).
- (en) Michael J. Bennett, Richard II and the Revolution of 1399, Stroud, Sutton Publishing, 1999 (ISBN 0750922834).
- (en) Helen Castor, The king, the Crown, and the Duchy of Lancaster : public authority and private power, 1399-1461, Oxford, Oxford University Press, 2000, 8–21 p. (ISBN 0-19-820622-4).
- (en) Gwilym Dodd, The Reign of Richard II, Stroud, Tempus, 2000 (ISBN 0752417975).
- (en) Christopher Fletcher, Richard II. Manhood, Youth and Politics, 1377-99, Oxford, Oxford University Press, 2008 (ISBN 0199546916).
- (en) Gillespie James et Anthony Goodman, The Age of Richard II, Stroud, Sutton Publishing, 1997 (ISBN 0750914521).
- (en) Gillespie James et Anthony Goodman, Richard II : The Art of Kingship, Oxford, Clarendon Press, 1998 (ISBN 0198201893).
- (en) Anthony Goodman, The Loyal Conspiracy : The Lords Appellant under Richard II, Londres, Routledge, 1971 (ISBN 0710070748).
- (en) Anthony Goodman, John of Gaunt : The Exercise of Princely Power in Fourteenth-Century Europe, Burnt Mill, Harlow, Essex, Longman, 1992, 421 p. (ISBN 0-582-09813-0).
- (en) G. L. Harriss, Shaping the Nation : England, 1360-1461, Oxford, Oxford University Press, 2005, 705 p. (ISBN 0-19-822816-3).
- (en) Rodney Hilton, Bond Men Made Free : Medieval Peasant Movements and the English Rising of 1381, Londres, Temple Smith, 1973 (ISBN 0-85117-039-0).
- (en) Michael Jones, The New Cambridge Medieval History, vol. 6 : c. 1300 - c. 1415, Cambridge, Cambridge University Press, 2000, 1110 p. (ISBN 0-521-36290-3).
- (en) Maurice Keen, England in the Late Middle Ages, Londres, Mathuen, 1973 (ISBN 0-416-75990-4).
- (en) Michael Levey, Painting at Court, Weidenfeld and Nicholson, Londres, 1971  (ISBN 081474950X).
- (en) May McKisack, The Fourteenth Century : 1307–1399, Oxford, Oxford University Press, 1959, 598 p. (ISBN 0-19-821712-9).
- (en) Ian Mortimer, The Fears of King Henry IV : The Life of England's Self-Made King, Londres, Jonathan Cape, 2007 (ISBN 9780224073004).
- (en) Nigel Saul, Richard II, New Haven, Yale University Press, 1997 (ISBN 0-300-07003-9).
- (en) Nigel Saul, The Three Richards : Richard I, Richard II and Richard III, Londres, Hambledon, 2005 (ISBN 1852852860).
- (en) Anthony Steel, Richard II, Cambridge, Cambridge University Press, 1941.
- (en) Anthony Tuck, Crown and Nobility 1272-1461 : Political Conflict in Late Medieval England, Londres, Fontana, 1985, 367 p. (ISBN 0-00-686084-2).
- (en) Anthony Tuck, Richard II (1367–1400), Oxford, Oxford University Press, 2004 (DOI 10.1093/ref:odnb/23499).
- H. Wallon, Richard II, t. 1, Paris, Imprimerie de Ch. Lahure, 1864.
- H. Wallon, Richard II, t. 2, Paris, Imprimerie de Ch. Lahure, 1864.
- Bruno Ramirez de Palacios, Charles dit le Mauvais : Roi de Navarre, comte d'Evreux, prétendant au trône de France, Le Chesnay, Bruno Ramirez de Palacios, janvier 2015, 530 p. (ISBN 978-2-9540585-2-8).